# 국가의 탄생 (만화)
국가의 탄생은 만화가 이제혁(필명 고리타)이 2010년 6월 4일부터 약 2년간 연재한 네이버 웹툰이다. 2012년 5월 31일에 102화를 끝으로 연재를 마쳤다.
경제적으로 몰락한 실직자 아버지가, 월세 옥탑방을 영토로 하며, 본인을 황제로, 가족구성원 및 이웃을 국민으로 하는 '파라다이시움'이라는 국가 즉 마이크로네이션을 탄생시키며 벌어지는 에피소드를 다루고 있다.